# Pētersala-Andrejsala
Pētersala-Andrejsala es un barrio de la ciudad de Riga, Letonia.

## Superficie
Posee una superficie de 2,773 kilómetros cuadrados (277,3 hectáreas).

## Población
Hasta 2021 presentaba una población de 4990 habitantes, con una densidad de población de 1799,4 habitantes por kilómetro cuadrado.

## Transporte

### Rutas
- Autobús: 2, 20.[1]
- Trolebús: 1, 19.[1]
- Tranvía: 5.[1]